# Perry Range
Die Perry Range ist ein schmaler und etwa 10 km langer Gebirgszug an der Hobbs-Küste des westantarktischen Marie-Byrd-Lands. Er trennt die unteren Abschnitte des Venzke- und des Berry-Gletschers dort, wo sie in das Getz-Schelfeis übergehen.
Entdeckt und fotografiert wurde der Gebirgszug bei einem Überflug während der United States Antarctic Service Expedition (1939–1941) im Dezember 1940. Das Advisory Committee on Antarctic Names benannte ihn 1974 nach Leutnant John E. Perry vom Civil Engineer Corps der United States Navy, der 1968 für die Öffentlichkeitsarbeit auf der McMurdo-Station verantwortlich und ab Mai 1971 als Projektmanager auf der Amundsen-Scott-Südpolstation tätig war.
Zur Perry Range gehören (von Norden nach Süden):
- Mount Prince
- Mount Soond
- Bleclic Peaks
- Schloredt-Nunatak